# Эванс, Говард

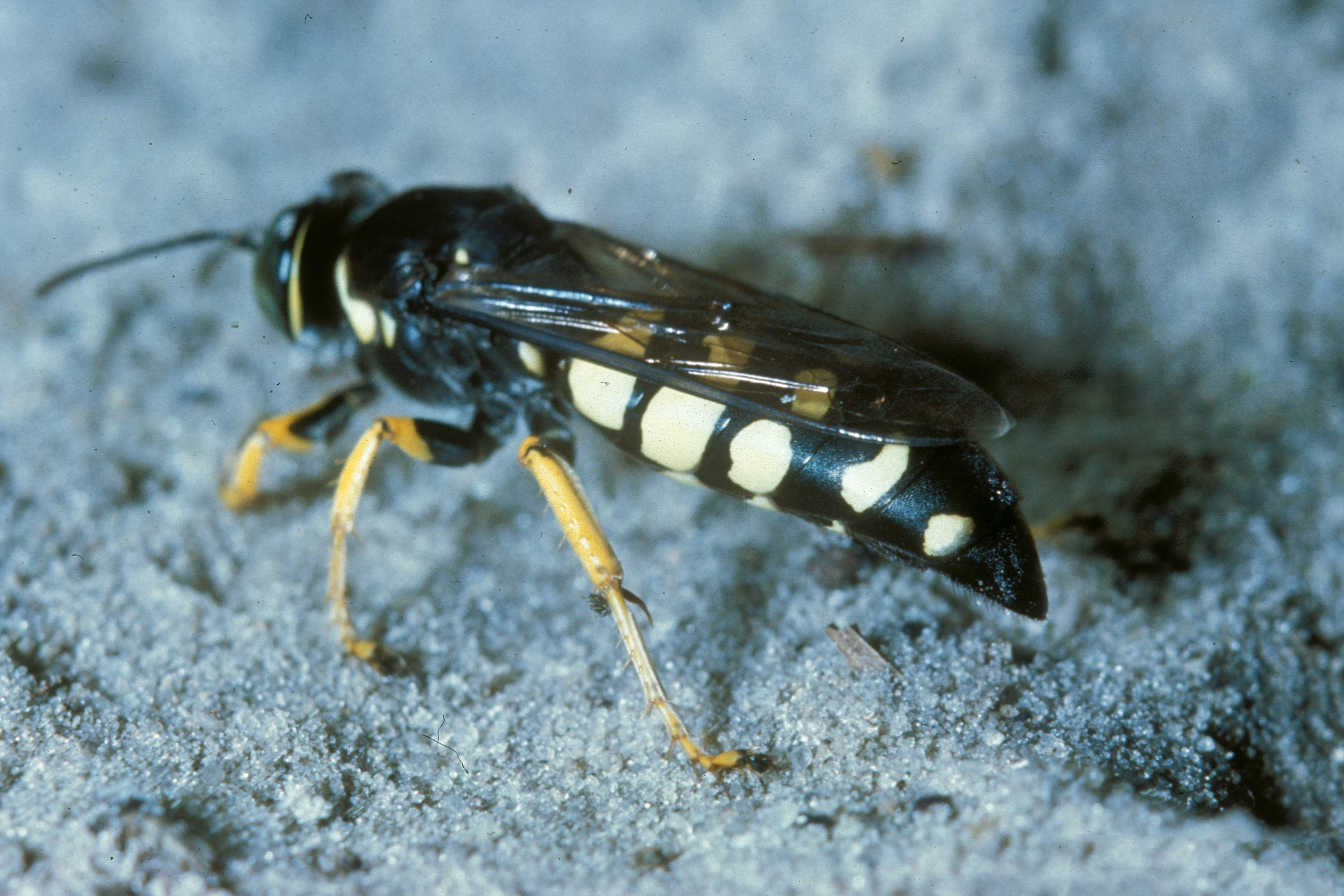
Фото песочной осы Stictia carolina, сделанное Г. Эвансом.

Говард Эванс (англ. Howard Ensign Evans; 23 февраля 1919 — 18 июля 2002) — американский энтомолог, палеонтолог, гименоптеролог, крупный специалист по жалящим перепончатокрылым (осам), описавший более 800 новых для науки видов. Академик Национальной академии наук США, ветеран Второй Мировой войны.

## Биография
Родился 23 февраля 1919 год в East Hartford, штат Коннектикут (США) в семье фермеров Арчи и Аделлы Эванс (Archie and Adella (Ensign) Evans). Учился в Коннектикутском университете, получил научную степень в Корнеллском университете. Во время Второй мировой войны служил паразитологом и на станции Сент-Джонс (St. John's, Ньюфаундленд, Канада) провёл пионерные исследования по паразитическим лямблиям Giardia, которые паразитируют в тонком кишечнике человека и многих других млекопитающих, а также птиц. Позже занимал академические должности в нескольких университетах: Kansas State University, Cornell University, Harvard University и с 1973 года в Colorado State University. В 1986 году вышел на пенсию, но продолжал писать книги и статьи, проживая в своём горном доме в 35 милях от Fort Collins. Умер 18 июля 2002 года. Супруга Mary Alice Dietrich, дети: Barbara (Galloway), Dorothy (Tuthill) и Tim.

## Труды
Автор 255 научных статей, 40 популярных статей и 15 книг, включая «Wasp Farm» and «The Pleasures of Entomology». Он был соавтором труда «Wasps» (совместно с Mary Jane West-Eberhard). Совместно с супругой Mary Alice (Dietrich) Evans они написали книги по истории биологии, такие как «William Morton Wheeler: Biologist» (биография крупного американского биолога Уильяма Мортона Уилера), «Australia: a Natural History» и «Cache La Poudre: the Natural History of a River».

### Избранные работы
- 1957. Studies on the Comparative Ethology of Digger Wasps of the Genus Bembix. Ithaca, N.Y.: Cornell University Press.
- 1963.  Wasp Farm. New York: Natural History Press, Doubleday. (Reprinted in paperback by Cornell University Press, 1985.)
- 1964. A synopsis of the American Bethylidae (Hymenoptera, Aculeata). Bull. Mus. Comp. Zool. 132:1-222.
- 1966. The Comparative Ethology and Evolution of the Sand Wasps. Cambridge, Mass.: Harvard University Press.
- 1970. With M. A. Evans. William Morton Wheeler, Biologist. Cambridge, Mass.: Harvard University Press.
- 1970. With M. J. West-Eberhard. 1970. The Wasps. Ann Arbor: University of Michigan Press.
- 1985. The Pleasures of Entomology. Washington, D.C.: Smithsonian Institution Press.
- 2002. A review of prey choice in bembicine sand wasps (Hymenoptera: Sphecidae). Neotrop. Entomol. 31:1-11.
- 2007. Evans E. H., Kevin M. O'Neill. The Sand Wasps: Natural History and Behavior (англ.). — Harvard University Press, 2007. — 340 p. — ISBN 0-674-02462-1.

### Некоторые открытия
Эванс был одним из крупнейших таксономистов перепончатокрылых насекомых, открыл и описал более 800 новых для науки видов насекомых, а также 31 род и одно новое семейство ос. Также он исследовал поведение и эволюцию насекомых.
- Эвансом открыты древнейшие ископаемые виды ос (возраст составляет более 100 млн.лет): Taimyrisphex pristinus и Cretabythus sibiricus из мелового периода Таймыра[5] и Archisphex crowsoni из нижнего мела Великобритании[6].
- Семейство Scolebythidae Evans, 1963[7] было им выделено на основании обнаруженного на Мадагаскаре нового вида и рода ос Scolebythus madecassus Evans, 1963[8].

## Награды и признание
- Академик Национальной академии наук США[2]
- National Book Award (1964) за книгу «Wasp Farm».
- William J. Walker Prize от имени Boston Museum of Science (1967)
- Daniel Giraud Elliot Medal от имени Национальной академии наук США (National Academy of Sciences, 1976) за его работы в области изучения биологии и эволюции поведения ос (For his work over a 25-year span on the biology and evolution of behavior in wasps.)[9]